# Eleanor James
Eleanor James (18 de abril de 1986, Shrewsbury, Inglaterra, Reino Unido) es una actriz británica.

## Trayectoria
Comenzó su carrera cinematográfica en 2004, centrada sobre todo en el cine independiente donde ha interpretado numerosos papeles en películas de terror dentro y fuera de Inglaterra, lo que le ha valido estar actualmente considerada como una de las más notables scream queens británicas. Interpretó el papel de ángel caído en la película protagonizada por Tom Savini Demonic, estrenada en 2006 por American World Pictures. Luego encarnó a Josephine Stewart en la comedia de terror Hellbride. En 2007 interpretó el personaje secundario de Anna en el film italiano de terror Colour from the Dark, dirigido por Ivan Zuccon y protagonizado por la legendaria scream queen estadounidense Debbie Rochon. En 2008 Eleanor James intervino en el episodio de Alan Ronald de la antología de terror británico Bordello Death Tales. En 2009 protagonizó la película alemana de zombis Unrated, dirigida por Timo Rose y Andreas Schnaas y en 2010 intervino en Maximum Shame, del español Carlos Atanes.

## Filmografía
- Forest of the Damned 2 (2017)
- Le Sequel (2016)
- Slasher House (2012)
- Monitor (2010)
- Backslasher (2010)
- Harolds Going Stiff (2010)
- Maximum Shame (2010)
- Karl the Butcher vs Axe (2010)
- Till Sunset (2010)
- Dead Cert (2010)
- Bordello Death Tales (2009)
- Braincell (2009)
- Unrated (2009)
- Zombies of the Night (2009)
- MoonGal & The Bigamist’s Chalice (2009)
- MoonGal & The Sirens of Poon-Tang (2009)
- The Devil's Music (2008)
- ZoTN (2008)
- Colour from the Dark (2008)
- Forest of the Damned 2 (2008)
- Webkam (2008)
- Hellbride (2007)
- MoonGal & The Planet Of The She Vixens (2007)
- MoonGal & The Emerald Of Yesterday (2007)
- Martyr (2006)
- Jam (2006)
- Poland Night (2006)
- Dr. Psycho's Chamber of Sadism 1: Sado-Nurses in Heat (2006)
- Stoned (2005)
- Untitled Composition #1 (2005)
- The Design (2005)
- Cherry Orchard (2005)
- An American Nobody in London (2005)
- Transformed - ITV Ident (2004)
- Forest of the Damned (2004) (título en EE. UU.: Johannes Roberts' Demonic)

## Vídeos musicales
- 2005: Nurse - The Research
- 2005: Secret Agent - Esoterica
- 2004: Boogie Pimps - Sunny
- 2004: Jason Nevins - 'Main Man'